# Gymnodinium
Gymnodinium es un género de protistas dinoflagelados sin teca de la clase Dinophyceae, orden Gymnodiniales. Con dos flagelos heterocontos en el sulcus y el cíngulo.